# Hyde Park Barracks, Sydney

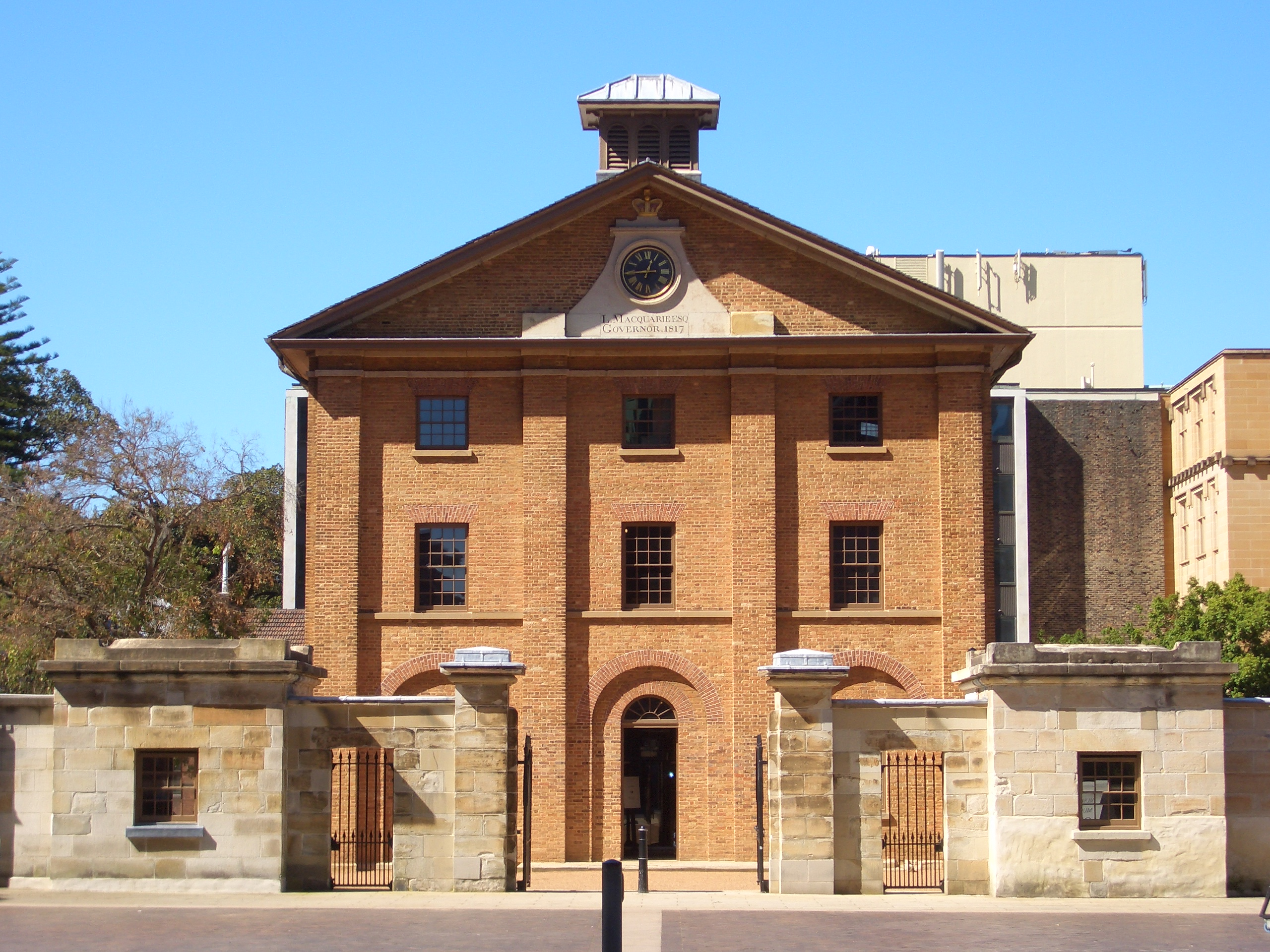
Hyde Park Barracks, Sydney

Hyde Park Barracks är en tidigare kasernanläggning för deporterade brittiska straffångar, färdigställd 1819. Efter att denna användning upphört 1848, har anläggningen haft olika funktioner  och är sedan omkring 1989 ett historiskt museum.
Hyde Park Barracks ligger i södra änden av Macquarie Street i Sydney, New South Wales, Australien. Kasernerna ligger i norrdöstra hörnet av Hyde Park, mitt emot Queens Square och vid sidan om Sydney Mint. Hyde Park Barracks ritades av arkitekten Francis Greenway och stod klart 1819. Kasernerna sköts idag av Historic Houses Trust i New South Wales som ett museum som är öppen för allmänheten.

## Historia

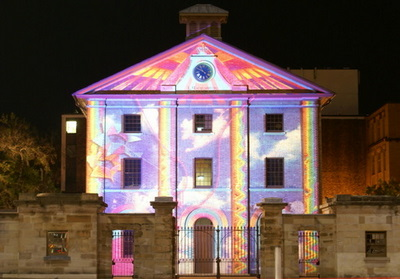
Hyde Park Barracks, Sydney under Macquarie Night Lights från 23 november till 25 december 2006

Byggnaden uppfördes av straffångar 1817-1819 och är en av de mest kända av den England-födda, Australiska straffången och arkitekten Francis Greenways byggnader. Som den viktigaste manliga straffångekasernerna i New South Wales gav den logi för straffångar som arbetade för regeringen omkring Sydney fram till anläggningen stängde i mitten av 1848.

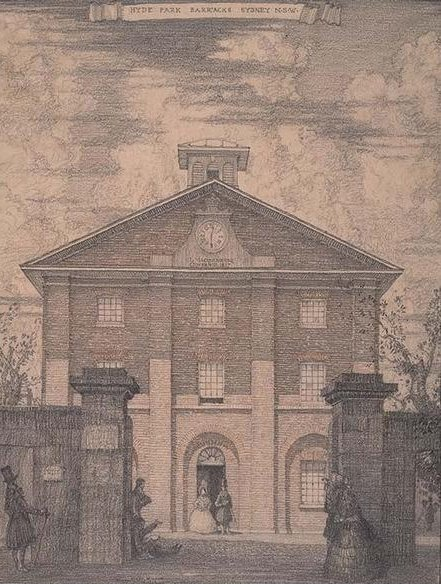
Hyde Park Barracks på en målning från 1914 av William Hardy Wilson

Den har haft många hyresgäster sedan dess. Den var immigrationsdepå för ensamstående kvinnliga immigranter som sökte jobb som hembiträden och väntade familjeåterförening från 1848 till 1886 och även som fristad för kvinnor mellan 1862 och 1886. Från 1887 till 1979 låg domstolar och regeringskontor i kasernerna.

## Idag
1981 genomgick Hyde Park Barracks restaurerings- och anpassningsarbeten av arkitekten Tonkin Greer och restaureringsarkitekten Clive Lucas Stapleton and Partners. Idag, är det nyinvigda Hyde Park Barracks ett museum som drivs av Historic Houses Trust i New South Wales. Turister som besöker byggnaden upptäcker straffångarnas dagliga liv och andra som passerat där genom utställningen om Sydneys manliga straffångsarbetarstyrka, Australiens straffångssystem, utgrävda artefakter, exponerade lager av byggnadssynpunkter och komplexets rum och utrymmen.